# Sárgaszemcsés tintagomba
A sárgaszemcsés tintagomba (Coprinellus xanthothrix) a porhanyósgombafélék családjába tartozó, Európában honos, lombos fák korhadó anyagán élő, nem ehető gombafaj. 

## Megjelenése
A sárgaszemcsés tintagomba kalapja 2-4 cm széles, alakja kezdetben tojásdad, majd harang formájú. Széle mélyen bordázott. Színe fehéres, világos okkeres, idősen halványszürkés. Felületét fiatalon apró, sárgás-barnás, ritkásan álló vélumszemcsék borítják, főleg a kalap közepe táján.
Húsa nagyon vékony, törékeny. Szaga és íze nem jellegzetes. 
Sűrűn álló lemezei tönkhöz nőttek. Színük fiatalon fehér, később szürke, idősen fekete. 
Tönkje max. 10 cm magas és 0,25-0,5 cm vastag. Alakja karcsú, alja kissé megvastagodó, törékeny. Felszíne gyakran fehéresen pelyhes.
Spórapora fekete. Spórája tojásdad, vagy ellipszis alakú, sima, mérete 7,5-10 x 5-6 µm. 

### Hasonló fajok
A kerti tintagomba, a házi tintagomba vagy a sereges tintagomba hasonlít hozzá.  

## Elterjedése és termőhelye
Európában honos. Magyarországon nem ritka.
Lombos fák korhadó tuskóin, ágain, vagy a közelükben nő. Májustól augusztusig terem. 

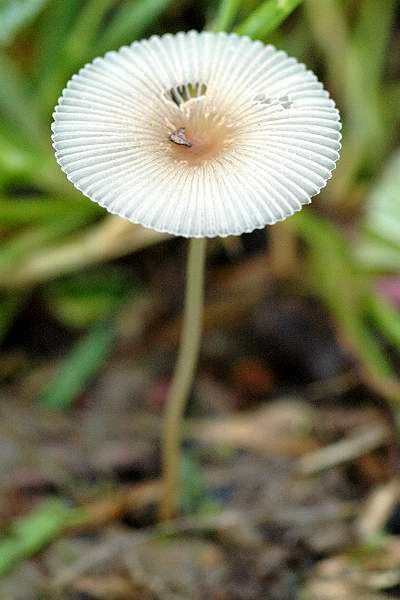
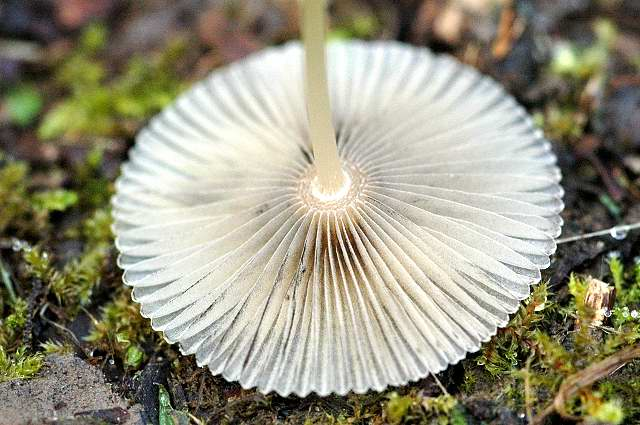
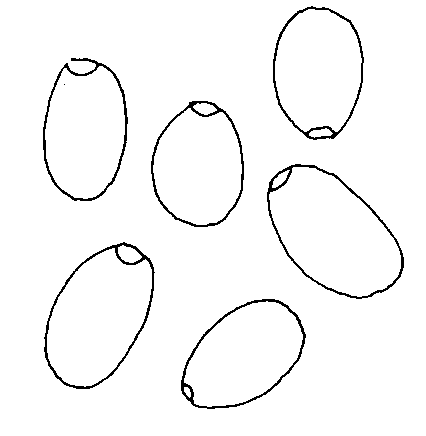

Nem ehető.    